# شهر زمردی
شهر زمردی (انگلیسی: Emerald City) یک مجموعه تلویزیونی آمریکایی درام، فانتزی و ماجراجویی است که توسط متیو آرنولد و جاش فریدمن برای شبکه ان‌بی‌سی ساخته شده است و بر اساس مجموعه کتاب‌های اوایل قرن بیستمی اُز نوشته ال. فرانک بام ساخته شده است و داستان آن در سرزمین خیالی اُز اتفاق می‌افتد. سریال شهر زمرد به کارگردانی تارسم سینگ و با بازی آدریا آرجونا، الیور جکسون-کوهن، آنا اولارو و وینسنت دن آفریو است. در آوریل ۲۰۱۵ سفارش ساخت ۱۰ قسمت از ان‌بی‌سی را دریافت کرد که در ۶ ژانویه ۲۰۱۷ با دو قسمت آغاز شد و در ۳ مارس ۲۰۱۷ به پایان رسید. در ۵ مه ۲۰۱۷، ان‌بی‌سی این سریال را پس از یک فصل لغو کرد.
این سریال در آغاز پخش خود، در میان جمعیت بزرگسال ۱۸ تا ۴۹ ساله، با رتبه‌بندی پایینی روبرو شد و این رتبه‌بندی در طول فصل اول همچنان رو به کاهش بود. قسمت پایانی سریال ۲٫۹ میلیون بیننده را به خود جذب کرد. این سریال در نهایت به یکی از کم‌بازدیدترین سریال‌های ان‌بی‌سی در سال ۲۰۱۷ تبدیل شد.

## خلاصه داستان
دوروتی گیل ۲۰ ساله پس از اینکه توسط گردباد از لوکاس، کانزاس، به سرزمین اُز منتقل می‌شود، برای یافتن جادوگر راهی سفری می‌شود، غافل از اینکه او در شرف تحقق پیشگویی‌ای است که زندگی همه را برای همیشه تغییر خواهد داد.

## بازخوردها
- وب‌سایت جمع‌آوری نقد و بررسی راتن تومیتوز، بر اساس ۴۲ نقد، امتیاز ۳۸٪ را با میانگین امتیاز ۵٫۲ از ۱۰ گزارش داد.[۹]
- در متاکریتیک بر اساس ۳۱ نقد، امتیاز ۴۷ از ۱۰۰ را گزارش کرد که نشان‌دهنده «نقدهای مختلط یا متوسط» است.[۱۰]